# Атанас Търев
Атанас Кирилов Търев е български лекоатлет и бизнесмен.
Роден е на 31 януари 1958 година в село Болярци. Тренира овчарски скок в АФД „Тракия“ и става сътрудник на Държавна сигурност.. Бронзов медалист от световното първенство в Хелзинки 1983 г. Печели няколко бронзови медала на европейски първенства, а през 1986 година е европейски шампион в зала.
На Олимпидата в Москва (1980) отпада в квалификациите с 5.25 м. Четири години по-късно пропуска игрите в Лос Анжелис заради бойкота на Социалистическия лагер, а в Сеул (1988) приключва с „нула“ в квалификациите.